# Michael Havers
Robert Michael Oldfield Havers (10 mars 1923 - 1er avril 1992), est un avocat britannique et homme politique conservateur.

## Jeunesse et service militaire
Havers est le deuxième fils du juge de la Haute Cour Cecil Havers (en) et d'Enid Flo Snelling. Il est le frère de la baronne Butler-Sloss (née en 1933) qui, en 1988, est la première femme nommée à la cour d'appel et plus tard présidente à la haute cour.
Il fait ses études à la Westminster School, avant de rejoindre la Royal Navy en 1941 pendant la Seconde Guerre mondiale. Il sert comme aspirant à 19 ans sur le HMS Sirius attaché à la Force Q en Méditerranée. Le 10 Septembre 1943, il est promu sous-lieutenant temporaire. Après la fin de la guerre, il est transféré à la Réserve permanente des volontaires de la Royal Navy en avril 1947 au grade d'ancienneté de Lieutenant de vaisseau à partir du 1er août 1945.
Après sa démobilisation, il s'inscrit au Corpus Christi College de Cambridge en 1946, où il étudie le droit.

## Carrière juridique
Havers est admis au barreau en 1948 et entreprend son pupillage avec Fred Lawton, en tant qu'élève de Gerald Howard. Havers est nommé Conseiller de la reine (QC) en 1964. Il est enregistreur de Douvres de 1962 à 1968 et de Norwich de 1968 à 1971. Il est élu conseiller de l'Inner Temple en 1971.

## Carrière politique
Il est élu à la Chambre des communes représentant Wimbledon en 1970, siège qu'il occupe jusqu'en 1987. Il est solliciteur général sous Edward Heath de 1972 à 1974. Il est nommé membre du Conseil privé en 1977. Il est procureur général pour la juriction d’Angleterre-et-Galles et pour l’Irlande-du-Nord de 1979 à 1987 sous Margaret Thatcher ; c'est le plus long mandat ininterrompu depuis le dix-huitième siècle. Pendant la Guerre des Malouines, Havers fait partie du cabinet de guerre de Thatcher, auquel il fournit des conseils sur le droit international et les règles d'engagement.
En juin 1987, il est nommé Lord grand chancelier et devient pair à vie avec le titre de baron Havers, de Bury St Edmunds dans le comté de Suffolk. Cependant, il est contraint de démissionner en octobre en raison de problèmes de santé.

## Vie privée
Havers épouse Carol Elizabeth Lay en 1949, avec qui il a deux fils; Philip Havers, qui est Conseiller de la reine comme son père, et l'acteur Nigel Havers. Havers est membre du Garrick Club.
La maison de Havers à Woodhayes Road, Wimbledon, est attaquée par l'IRA provisoire le 13 novembre 1981; Havers et sa famille étaient en Espagne au moment de l'attaque,.